# Casino (dans)
|  | For alternative betydninger af Casino, se Casino (flertydig). |
Rueda de Casino, også blot kaldet Casino eller Rueda, er en fællesdans, hvor parterne står parvis herre og dame og danner en rundkreds eller et "hjul". En af parterne, kaldet "caller’en", afgør, hvad parterne skal lave ved at råbe navne på en række kombinationer.